# Адвокат (роман Гришэма)
«Адвокат» —— юридический триллер американского автора Джона Гришэма, который он написал в 1997 году. 1 января 1998 роман был опубликован в США издательством Bantam Books, 30 марта 1998 опубликован в Великобритании издательством Century. Занял первое место в списке бестселлеров по версии Publishers Weekly за тот же год в США.

## Описание сюжета
Вооружённый пистолетом и обмотавшийся взрывчаткой бродяга Девон Харди захватывает в заложники несколько сотрудников респектабельной юридической фирмы «Дрейк энд Суини». Он устраивает заложникам допрос, выясняя их доходы за текущий год, и сколько денег они отдали для помощи бездомным. Во время передачи еды для заложников снайпер отряда SWAT пристреливает бродягу. Юрист  Майкл Брок, оказавшийся в числе освобождённых, решает проверить обвинения бродяги в том, что его фирма вышвыривает неимущих на улицу. Он приезжает в умирающую юридическую контору по защите прав бездомных находящуюся в трущобах на 14-й улице и встречается с её руководителем – энергичным негром Мордехаем Грином. Тот рассказывает Броку о своём подопечном Харди и приглашает Брока поработать раздатчиком в бесплатной кухне для бездомных. Брок соглашается. Он встречает молодую мать Лонти Бертон с четырьмя детьми и запасается продуктами, чтобы передать их детям в следующий раз. Но этого не случается: семья Бертон погибает целиком, отравившись угарным газом, Брок прибывает в морг на опознание. Он узнаёт, что эта семья как и убитый Девон Харди арендовала комнатушку на заброшенном складе, но все его обитатели были незаконно выселены оттуда после доклада Ченса Брейдена, сотрудника фирмы «Дрейк энд Суини», который курировал сделку по продаже этого склада. Брок решает бросить свою многообещающую карьеру и перейти работать в контору Грина. Перед уходом из фирмы он крадёт дело о выселении из кабинета Брейдена, воспользовавшись помощью товарища Брейдена Гектора Палмы. Брок планирует вернуть дело в тот же день, но попадает в автокатастрофу. Грин и Брок расследуют дело, находят свидетелей и готовят исковое заявление. Фирма также переходит в наступление, обвиняя Брока в краже дела. Грин подаёт иск в суд, стороны приходят к компромиссу: фирма выплачивает 2 млн. долларов и ещё три – в рассрочку, Брока лишают лицензии сроком на девять месяцев.

## Критика романа
Митико Какутани из газеты «Нью-Йорк Таймс» дала негативную оценку роману, заявив: «Гришэм слишком занят, двигаясь вперёд, чтобы беспокоиться о конкретизации любого из этих событий» и описав роман как «роман-бренд с неправдоподобным героем, небрежно написанным сюжетом и в некоторых местах действительно ужасной прозой». Тем не менее роман занял первую позицию в списке бестселлеров, оцениваемых данной газетой, и удерживал позицию в течение нескольких недель.

## Пробный телевыпуск
В 2003 было объявлено о планах экранизации романа. Компанией Touchstone Television был выпущен пробный телевыпуск для короткометражной экранизации, снятый режиссёром Пэрисом Барклаем по сценарию Брайана Копелмана и Дэвида Левина. По причинам, которые не оглашались, пробный выпуск так и не был преобразован в полноразмерный телефильм.

## Внешние ссылки
- Grisham's official site
- «Адвокат» (англ.) на сайте Internet Movie Database